# الشبكة الفوقية

مثال عن عملية تجميع المسارات كجزء من التوجيه غير الصنفي بين النطاقات(CIDR)

بروتوكول سوبرنت Supernet هو أحد بروتوكولات الانترنت (IP)، وتقوم وظيفة هذا البروتوكول الأساسية على الدمج بين مجموعة من الشبكات (بالإضافة إلى الشبكات الفرعية) من خلال التنسيق بين هذا البروتوكول وبروتوكول فئات توجيه مجالات عناوين الشبكات من نفس النمط (توجيه بين المجالات لافئويا)بشرط أن تنتمي الشبكات المراد دمجها إلى نفس نمط العنونة.
يطلق على عملية التشكليل الجديدة التي تستخدم هذا البروتوكول بـ supernetting، توجيه المجموعات route aggregation، أو route summarization.
تنفذ عملية الدمج suppernetting إستراتيجية وقائية لتجنب التجزيء الطوبوبولجي لفضاءات عناوين الشبكة بروتوكول إنترنت مع المحافظة على تنفيذ إستراتيجية التوضع الهرمي التي تتحكم بتقسيمات فضاءات العناوين الخاصة بمزودات خدمة الشبكات الإقليمية وبالتالي تيّسر عملية التوجيه للمجموعات على مستوى الأقاليم.
فوائد هذه العملية هي حفظ فضاءات العناوين وكفاءات المسيّرات router المستخدمة من خلال الحفاظ على أجزاء من الذاكرة المستخدمة عند عملية توجيه المعلومات

## نظرة عامة
عملية الدمج supernet تجمع بين عناوين الشبكات الفرعية المتجاورة كما لو كانت شبكة فرعية واحدة. ويملك هذا البروتوكول دائما أقنعة masks مشابهة للأقنعة المستخدمة في الشبكات الفرعية subnet masks.
عملية supernetting تخفف من بعض المشاكل مثل تضخم جدول المسيّر router الذي يحدث مع عناوين بروتوكول إنترنت الخاصة بالشبكات الفئوية (شبكة فئوية) classful addressing وذلك من خلال السماح لمجالات متعددة من عنونة الشبكات بالاندماج إما من أجل بناء شبكة كبيرة وحيدة أو فقط من أجل تجميع عناوين الشبكات في مجموعات وبذلك يتم التخفيف من تضخم جدول المداخل الخاص بالمسيّر router.
عملية supernetting تؤدي إلى معالجة عمليات النقل لمجموعات متعددة عبر المسيّرات المتصلة بالإنترنت، هذا يحفظ مجالات في جدول مداخل المسيّر وسرعة نقل حزم المعلومات العبوة. يعمل مفهوم supernetting بشكل مشابه لطريقة تنظيم الطريق العام الذي يصل بين الولايات في الولايات المتحدة الأمريكية، يوجد نقطة علامة واحدة مميزة في الاتجاه الواحد من أجل ثلاث أو خمس مدن رئيسة وعندما تسيير إلى المدينة المقصودة، فإن العلامات تبدأ بالتمييز بين الطرق المؤدية إلى كل مدينة.
عملية supernetting تدمج أيضا مجموعة من طرق الإرسال ضمن طلب طريق إرسال واحد بالشكل التالي: بما أن عدد عناوين الشبكات network(شبكة حاسوب)و الشبكات الفرعية subnets (شبكات فرعية) التي يتضمنها جدول مداخل المسيّر router الخاصة بالإنترنت تتضخم بسرعة كبيرة مما يسبب توسع الإنترنت بشكل سريع والذي يؤثر بشكل سلبي على موارد وحدة المعالجة المركزية CPU، وعرض النطاق الترددي (معدل نقل البيانات bandwidth)، بالإضافة للذواكر المستخدمة في جدول المداخل للمسيرات router، فإن عملية supernetting تقلل حجم جدول مداخل المسيّر router.
الفائدة العامة من عملية supernetting هي تقليل الزمن المستغرق في عملية البحث عن العنوان المطلوب بروتوكول إنترنت ضمن جدول مداخل المسيّر router.

## متطلبات البروتوكول
الدمج supernetting يتطلب استخدام بروتوكولات التوجيه بروتوكول توجيه التي تدعم قناع الشبكة الفرعية متغير الطول VLSM وتوابع فئات توجيه مجالات عناوين الشبكات من نفس النمط توجيه بين المجالات لافئويا.
عائلة بروتوكولات التوجيه الفئوية classfull routing protocols(برتوكولات بروتوكول مسار المعلومات وبروتوكول بوابة التوجيه الداخلي ‏) لا تدعم توجيه بين المجالات لافئويا كما أنها لا تملك القدرة على تضمين معلومات الشبكات الفرعية subnets.
عائلة بروتوكولات التوجيه اللافئوي classless routing protocols(برتوكولات بروتوكول مسار المعلومات، فتح أقصر مسار أولا، بروتوكول التوجيه الداخلي المحسن بين البوابات، بروتوكول البوابة) يمكنها أن التعامل مع البروتوكولات الموجهة بروتوكول توجيه مثل IPX وAPPletalk...إلخ
النسخة الأقدم من بروتوكول بروتوكول مسار المعلومات(أو بروتوكول EGP المستخدم في التوجيه الخارجي Exterior Routing) يتعامل مع عنونة الشبكات الفئوية classful (شرح عن شبكات فئوية)، ولذلك لايمكن نقل معلومات تجزيء الشبكات.
بروتوكول بروتوكول التوجيه الداخلي المحسن بين البوابات وهو أيضا من بروتوكولات التوجيه اللا فئوي classless routing protocol يدعم بروتوكولات ال CIDRو VLSM وبشكل افتراضي سيلخص هذا البروتوكول طرق الإرسال ضمن جدول مداخل المسيّر ويعيد توجيهها إلى نظرائه.

## مثال
بفرض لدينا شركة تقوم بعمليات 150 خدمات محاسبة في 50 شارع وكل شارع يملك router في المكتب التابع للشركة والذي ي تصل بدوره بشكل متتابع مع مقر الشركة. وبالتالي يحوي جدول المداخل الخاص بكل مسير تابع للشركة بدون تطبيق supernetting حسابات 150 مسير آخر في كل 50 شارع التي تغطيها الشركة، أو من أجل 7500 شبكة مختلفة.
ولكن إذا تم تطبيق نظام العنونة الهرمي بالإضافة إلى supernetting فإن كل شارع يملك موقع مركزي كما لو كان نقطة ترابط بينية. وبذلك كل طريق يلخص قبل أن يتم الإعلان عنه للطرق الأخرى.وبالتالي يصبح مسير الآن فقط ينظم الشبكات الفرعية الخاصة به بالإضافة إلى الطرق ال 49 الأخرى الملخصة.
مع العلم أن تحديد الطرق الملخصة في المسير يتضمن تنظيم لعدد البتات ذات الترتيب الأعلى التي يمكن أن يحويها كل من العناوين.
الملخص الناتج للطرق يحسب بالطريقة التالية: إذا كان المسير يملك عناوين الشبكات التالية ضمن جدول المداخل الخاص به:
| 192.168.98.0  |
| 192.168.99.0  |
| 192.168.100.0 |
| 192.168.101.0 |
| 192.168.102.0 |
| 192.168.105.0 |

أولا نقوم بتحويل العناوين إلى النظام الثنائي:
| الثمانية الرابعة | الثمانية الثالثة | الثمانية الثانية | الثمانية الأولى | العنوان       |
| ---------------- | ---------------- | ---------------- | --------------- | ------------- |
| 00000000         | 01100010         | 10101000         | 11000000        | 192.168.98.0  |
| 00000000         | 01100011         | 10101000         | 11000000        | 192.168.99.0  |
| 00000000         | 01100100         | 10101000         | 11000000        | 192.168.100.0 |
| 00000000         | 01100101         | 10101000         | 11000000        | 192.168.101.0 |
| 00000000         | 0110             | 10101000         | 11000000        | 192.168.102.0 |
| 00000000         | 01101001         | 10101000         | 11000000        | 192.168.105.0 |

ثانيا نقارن بين عنوان الشبكة Network ID لكل من العناوين السابقة في هذا المثال العنواين كلها موجودة على شبكة واحدة
البتات المشتركة تعبر عن رقم الشبكة الجديدة اما بقية البتات فتحوي 0 وبالتالي يكون عنوان الشبكة:
بالترقيم الثنائي:11000000.10101000.01100000.00000000
بالترقيم العشري:192.168.96/20
القناع المستخدم: 255.255.240.0

## وصلات خارجية
- بروتوكول سوبرنت
- Supernetting/CIDR Chart
- IP Address Subnetting Tutorial
- Supernet